# Teodoro Duclère
Teodoro Duclère (Napoli, 24 maggio 1812 – Napoli, 1869) è stato un pittore italiano, specializzato nell'arte paesaggistica e facente parte della scuola di Posillipo.

## Biografia

### Fanciullezza
Assai controversa è la datazione della nascita di Teodoro Duclère. Erroneamente il suo anno di nascita viene spesso fissato nel 1815 o nel 1816. In base a un atto del registro parrocchiale della chiesa di Santa Maria della Neve, già segnalato dall'Ortolani, Duclère sarebbe dovuto nascere tuttavia nel 1814: secondo tale documento, infatti, Duclère avrebbe avuto come compare di battesimo il pittore austriaco Joseph Rebell, in data 22 aprile 1814. Ora, tuttavia, disponiamo ben tre documenti ufficiali che indicano l'anno di nascita come il 1812, tra febbraio e luglio: sono gli atti di nascita di tre figlie, nate nel quartiere Chiaia di Napoli, dai quali risulta che il pittore aveva 27 anni. il 20 luglio 1839 alla nascita di Letizia Costanza Giulia Paolina, aveva 28 anni il 19 febbraio 1841 alla nascita di Lucilla Anna Paolina e aveva 30 anni il 13 ottobre 1842 alla nascita di Carolina Anna Ginevra
Il padre del giovane Teodoro, in ogni caso, era Jacques-François Théodore Duclère, nato intorno al 1788, nel dipartimento di Senna e Marna, in Francia. Giunto in Italia al seguito delle milizie napoleoniche, fece innanzitutto tappa a Roma, dove si invaghì della bella Costanza Lepori, con la quale si spinse fino a Napoli, dove si stabilì al n. 3 di largo Santa Teresa, a Chiaia. Nella città partenopea, forte delle proprie competenze amministrative e linguistiche, si impiegò presso le Dogane, consolidando in questo modo la propria situazione economica. Rimase in Italia anche dopo il tramonto delle fortune napoleoniche - aggirando le prescrizioni di Gioacchino Murat, che imponeva ai propri sudditi stranieri la naturalizzazione o il rimpatrio - giocando sulla propria doppia matrice culturale, tanto che in un documento si fa riferimento sia alla sua nazionalità francese sia, soprattutto, al suo stato di «employé des Douanes à Naples depuis de longues années».
Carlo Teodoro Duclère - meglio noto con il suo secondo nome - nacque dunque in una famiglia piccolo borghese, ben inserita nella colonia dei francesi, residente a Napoli e rimasta nella città partenopea anche dopo la decadenza di Murat. Il giovane Teodoro ebbe come padrini di battesimo Carlo Francesco Ibahl e Giovannina Federica Zargiot e trascorse la sua prima fanciullezza nel proprio quartiere natio, Chiaia, frequentatissimo in quel periodo da quei paesaggisti che, sulle orme del pittoresco meridionale, cantavano le bellezze partenopee in un cospicuo numero di portraits di viaggio.

### Carriera da pittore

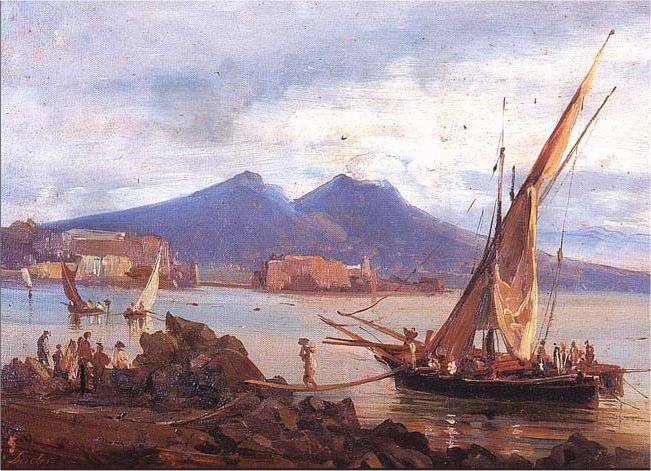
Teodoro Duclère, Mergellina

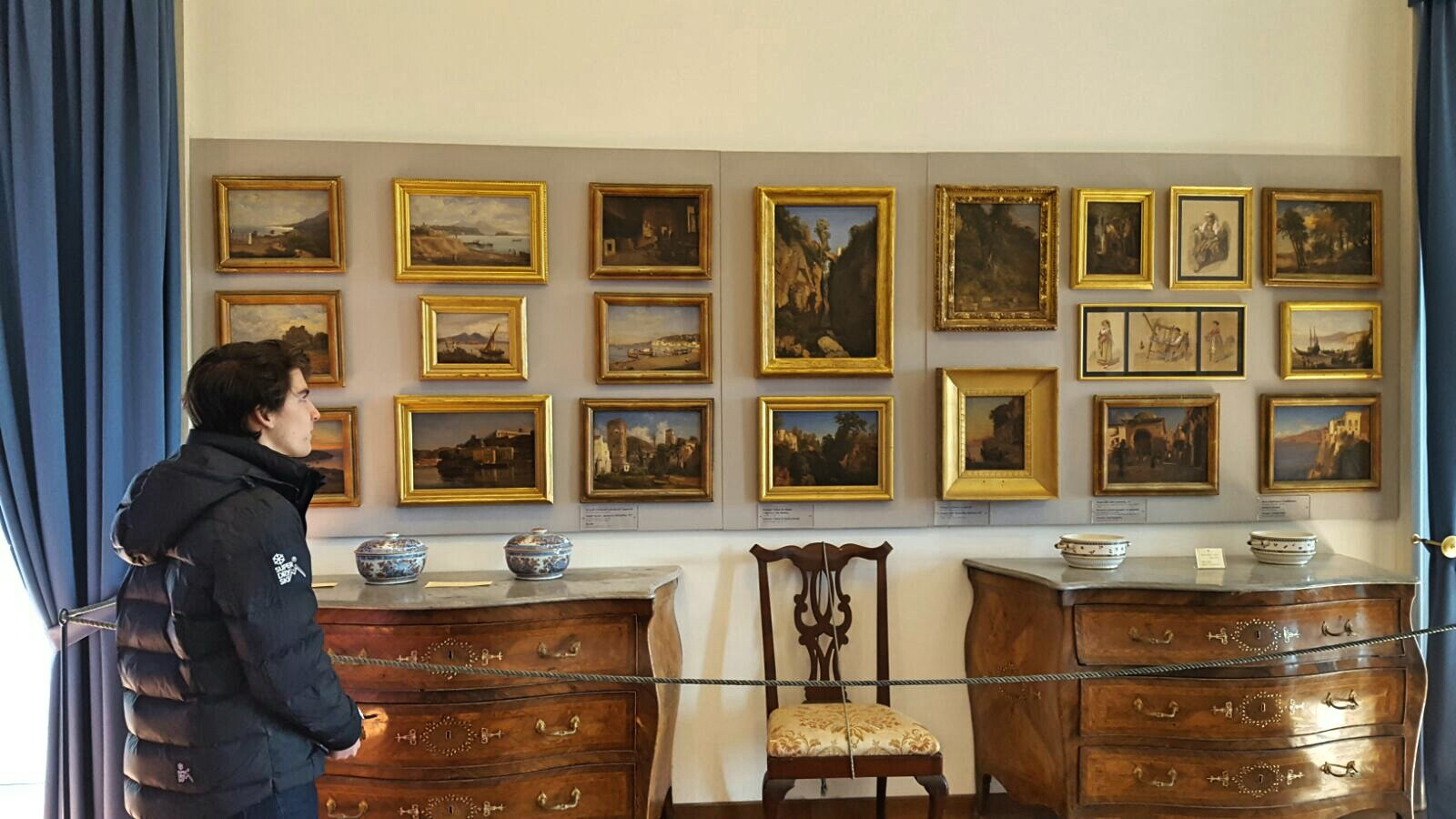
Dipinti di Duclère al Museo Correale di Terranova di Sorrento

Fra quei pittori di paesaggio che raggiunsero il successo, vendendo le proprie vedute di Napoli, vi fu l'olandese Anton Sminck van Pitloo. Duclère, affascinato dalle belle arti, iniziò a seguire i corsi nello studio privato di Pitloo, per poi frequentarne le lezioni all'Accademia di belle arti di Napoli, dove l'artista olandese aveva ottenuto la cattedra di pittura del paesaggio, nel 1824. Fu questo un periodo assai fecondo per Duclère che, appresi i rudimenti della pittura, dal 1829 al luglio 1831 partecipò ai vari concorsi banditi ogni mese dal Real Istituto di Belle Arti. La costante presenza del pittore nel Real Istituto ci consente di seguire fedelmente la sua evoluzione artistica: notevoli, in ogni caso, il disegno dal vero di un albero di noce - con il quale ottenne un posto di seconda classe nel giugno del 1829 - e uno studio pittorico di barche alla Marinella (dicembre 1830, prima classe).
Dopo aver ormai perfezionato la propria tecnica grafica e pittorica, Duclère si inserì nel cenacolo di paesaggisti, gravitante attorno alla collina di Posillipo e, agevolato anche dal discepolato con il Pitloo, entrò successivamente nell'orbita della scuola di Posillipo, a fianco dei venerati Salvatore Fergola e Giacinto Gigante. Con i posillipisti Duclère instaurò un rapporto di reciproca amicizia, particolarmente fecondo sul piano culturale, e soprattutto umano, che perdurò forte nel tempo. Nel frattempo visitò in lungo e in largo il Sud Italia, recandosi in Sicilia, in Puglia e in Campania. Anche con il Pitloo rimase in cordiale relazione di amicizia, tanto che non solo ne divento uno dei discepoli più fedeli, bensì anche genero, sposandone la figlia Sofia. Il matrimonio, celebrato in chiesa il 18 ottobre 1838 e destinato a rivelarsi molto felice, fu coronato dalla nascita di cinque figliole: Letizia (1839), Lucilla (1841), Carolina (1842-1844), Carolina (1844) e infine Antonia (1846-1847). Pur ottemperando pienamente ai propri doveri di coniuge e di padre, Duclère in questi anni lavorò alacremente, consolidando in breve tempo il proprio prestigio artistico ed entrando nel marzo 1849 nella Commissione per le riforme dell'Istituto di Belle Arti, carica per la quale su esplicita richiesta di Paolo Emilio Imbriani si esigeva una «buona fama per ingegno ed onoratezza».
La Galleria dell'Accademia di belle arti di Napoli possiede 15 opere di Duclèreː Barca, olio su tela, 1838; Paesaggio con casolare, olio su tela, 1855; Bagaria, disegno a matita, 1835; Santa Maria di Gesù, disegno a matita, 1835, Sorrento, Bagno delle Sirene, acquarello, 1859; Una via di Sorrento, acquarello, 1860; Fuorigrotta, 4 disegni a matita; Fuorigrotta, Canzanella, disegno a matita; Cefalù, disegno a matita; Quarto, disegno a matita; Sant'Efremo vecchio, disegno a matita; Castello di Lettere, disegno a matita.
Nel 1861 Duclère entrò a far parte dell'organico Real Istituto di Napoli, grazie alla propria reputazione professionale e ad alcune motivazioni di ordine politico (ascrivibili sostanzialmente alla volontà di Eugenio di Savoia Carignano, Luogotenente del re a Napoli, di epurare l'Accademia partenopea di quanti fossero delatori e antitaliani). Duclère, giudicato di sicura fede unitaria, venne quindi appuntato come assistente alla cattedra di Paesaggio, carica che gli fruttava ben 1275 lire annue. Duclère si rivelò un buon insegnante e partecipò assiduamente alle lezioni e alle riunioni dell'Accademia, contribuendo a istituire una colletta per i colleghi bisognosi. Per quanto concerne il suo ultimo decennio di vita, non disponiamo di molte notizie. Sappiamo, in ogni caso, che trascorse lunghi periodi di tempo a Sorrento, dove insegnò la tecnica pittorica a Pompeo Correale, nobile e artista dilettante che in questo modo apprese a dipingere dal vero. Teodoro Duclère morì nel 1869.

## Stile

### Dipinti
Duclère è stato uno dei paesaggisti più significativi della scuola di Posillipo. Fu, tuttavia, un artista molto trascurato dalla critica ottocentesca e su di lui vi è una documentazione scarsissima, tanto che continuano a persistere dubbi consistenti sull'attribuzione e sulla datazione delle sue opere che, non di rado, circolano sul mercato come dipinti del Pitloo o di Giacinto Gigante.
Pur continuando a essere abbastanza deferente a una franca interpretazione del vero, Duclère accolse con entusiasmo la lezione del Pitloo, il quale aveva abbandonato la pratica paesaggistica rigorosamente scenografica, tipica di alcuni pittori settecenteschi, in favore di un'interpretazione più sentimentale del dato naturalistico, animato da un'immediata ripresa sentimentale e da vivide suggestioni scaturite dalla visione en plein air. L'influenza del Pitloo è particolarmente visibile in Amalfi, la Valle dei Mulini e in varie Vedute dell'isola d'Ischia, dove Duclère accentua la suadente luminosità della lux mediterranea, applicando uno schema cromatico basato sui forti contrasti tra le tinte. Importante fu anche la conoscenza delle opere di Giacinto Gigante, dal quale prese ispirazione per i tagli, le inquadrature e per il tono descrittivo applicato nella raffigurazione del motivo paesistico.

### Disegni
Notevole è stata la produzione grafica di Dùclere. Durante gli anni in cui vigilava Pitloo, i disegni di Duclère furono caratterizzati da uno stile molto veristico, limpido e illustrativo, favorito senz'altro dall'impiego della strumentazione ottica in dotazione dei pittori posillipisti. Dopo la morte del maestro, tuttavia, Duclère subì un radicale mutamento stilistico e, liberatosi dall'inibente ruolo di «allievo di Pitloo», con il quale era stato identificato, nei propri disegni approdò a un'interpretazione più sciolta e originale del motivo paesistico, reso soprattutto nella tarda maturità con occhio da naturalista. Nella maturità, inoltre, i suoi disegni cessarono di essere semplici studi preparatori per dipinti e divennero autentici punti d'arrivo. Francis Napier, ad esempio, affermava:
I disegni, incentrati soprattutto sulla verdeggiante costiera sorrentina e sugli incanti dell'isola d'Ischia e della Sicilia, furono particolarmente apprezzati anche da Salvatore Di Giacomo, che scrisse:

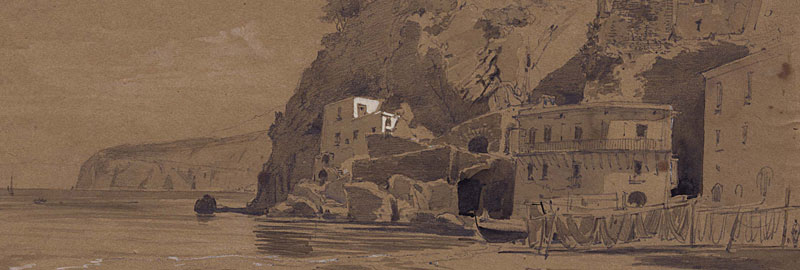
Duclère, Costa di Sorrento, disegno

Duclère, in particolare, preferiva disegnare su carte dalla superficie omogenea, prive di vergatura o di quelle impronte di filoni che, opponendo asperità al tratto grafico, avrebbero potuto compromettere una buona riuscita del disegno. L'artista prediligeva in particolare le carte inglesi Whatman e le francesi canson frères, quelle che a suo giudizio rispondevano meglio alle sue esigenze, anche se nel corso della sua carriera si rivolse spesso anche alle cartiere amalfitane. Il colore poteva variare dall'avorio all'azzurrino (anche se oggi spesso assumono tonalità lievemente verdi, per via dell'ossidazione del foglio). Per i suoi disegni, inoltre, Dùclere utilizzava due tipi di matite: quelle dure venivano utilizzate per descrivere i contorni delle architetture e per tracciare dettagli secondari; mentre quelle morbide venivano applicate con forza nel foglio e avevano il compito di modulare le variazioni chiaroscurali.